# Sikorowizna
Sikorowizna – wieś w Polsce położona w województwie podlaskim, w powiecie suwalskim, w gminie Rutka-Tartak.
W latach 1975–1998 miejscowość administracyjnie należała do województwa suwalskiego.